# Worcester's Men
Worcester's Men (eigenlijk The Earl of Worcester's Men) was een toneelgezelschap dat in verschillende gedaanten furore maakte in de bloeiperiode van het Engels renaissancetheater.
In zijn vroegste vorm was het een rondtrekkend gezelschap onder het beschermheerschap van 
William Somerset, 3e graaf van of Worcester. Over de eerste activiteiten van de groep is weinig bekend, maar in 1583 maakte de toen 16-jarige Edward Alleyn deel uit van het gezelschap. Hier begon hij zijn carrière, die zou leiden tot grote faam. 
Aan het begin van de 17e eeuw stond het gezelschap onder het beschermheerschap van William Somersets zoon Edward Somerset, 4e graaf van Worcester. Deze bracht het in 1601 tot een belangrijke positie aan het hof en wilde het gezelschap uit prestigeoverwegingen naar Londen brengen. 

In de jaren 1590 hadden slechts twee gezelschappen toestemming om in Londen te spelen, namelijk de 
Lord Chamberlain's Men en de Admiral's Men. Worcester slaagde er in maart 1602 in een licentie te verkrijgen voor zijn spelersgroep. 

Het gezelschap zou op gaan treden in de Boar's Head Inn. (Binnenplaatsen van herbergen waren de gebruikelijke locaties voor de opvoering van toneelstukken voor het ontstaan van de grote permanente theaters in Londen. De vorm van de nieuwe theaters was daar ook grotendeels op gebaseerd.) Nog in datzelfde jaar echter kwamen er onderhandelingen op gang met de theaterondernemer en -bouwer Philip Henslowe. Het gevolg hiervan was dat zij konden gaan spelen in diens theater The Rose, dat vrij was gekomen toen Henslowes gezelschap de Admiral's Men in 1600 was verhuisd naar het nieuwe theater The Fortune. Gedurende enige tijd maakte de destijds populaire acteur en danser William Kemp deel uit van het gezelschap.
Hoewel Worcester's Men niet het succes van de Lord Chamberlain's Men en de Admiral's Men konden evenaren, kwamen zij aan het begin van de regering van Jacobus I onder het koninklijk beschermheerschap van diens echtgenote Anna van Denemarken en het gezelschap voerde vanaf dat moment de naam Queen Anne's Men.